# Alatskivi
Alatskivi (deutsch Allatzkiwi oder Allatzkiwwi) ist eine ehemalige Landgemeinde im estnischen Kreis Tartu mit einer Fläche von 128,38 km². Sie hatte 1510 Einwohner (1. April 2005). Seit 2017 gehört sie zur Landgemeinde Peipsiääre.
Neben dem Hauptort Alatskivi gehörten zur Landgemeinde die Dörfer Alasoo, Haapsipea, Kesklahe, Kokora, Kuningvere, Kõdesi, Lahe, Lahepera, Linaleo, Naelavere, Nina, Orgemäe, Padakõrve, Passi, Peatskivi, Pusi, Päiksi, Pärsikivi, Riidma, Ronisoo, Rootsiküla, Rupsi, Saburi, Savastvere, Savimetsa, Sudemäe, Torila, Toruküla, Tõruvere, Virtsu und Väljaküla.
Das Gutshaus von Alatskivi wurde erstmals 1601 erwähnt. 1628 schenkte der schwedische König Gustav II. Adolf das Anwesen seinem Sekretär Johan Adler Salvius. Nach dem Vorbild von Schloss Balmoral in Schottland entstand zwischen 1880 und 1885 das Schloss von Alatskivi im neugotischen Stil. Auftraggeber war der Deutsch-Balte Arved von Nolcken. Ende des 18. Jahrhunderts existierte bereits der 120 Hektar große Park.
Im Dorf Rupsi befindet sich in historischen Häusern des 19. Jahrhunderts ein Museum zur Erinnerung an die Schriftsteller Jakob und Juhan Liiv.

## Söhne und Töchter der Stadt
- Jakob Liiv, Lyriker
- Juhan Liiv, Schriftsteller
- Eduard Tubin, Komponist

## Material zu Alatskivi
Das Ostpreußische Landesmuseum in Lüneburg verfügt über einen Sammlungsbestand zu Alatskivi.

## Weblinks

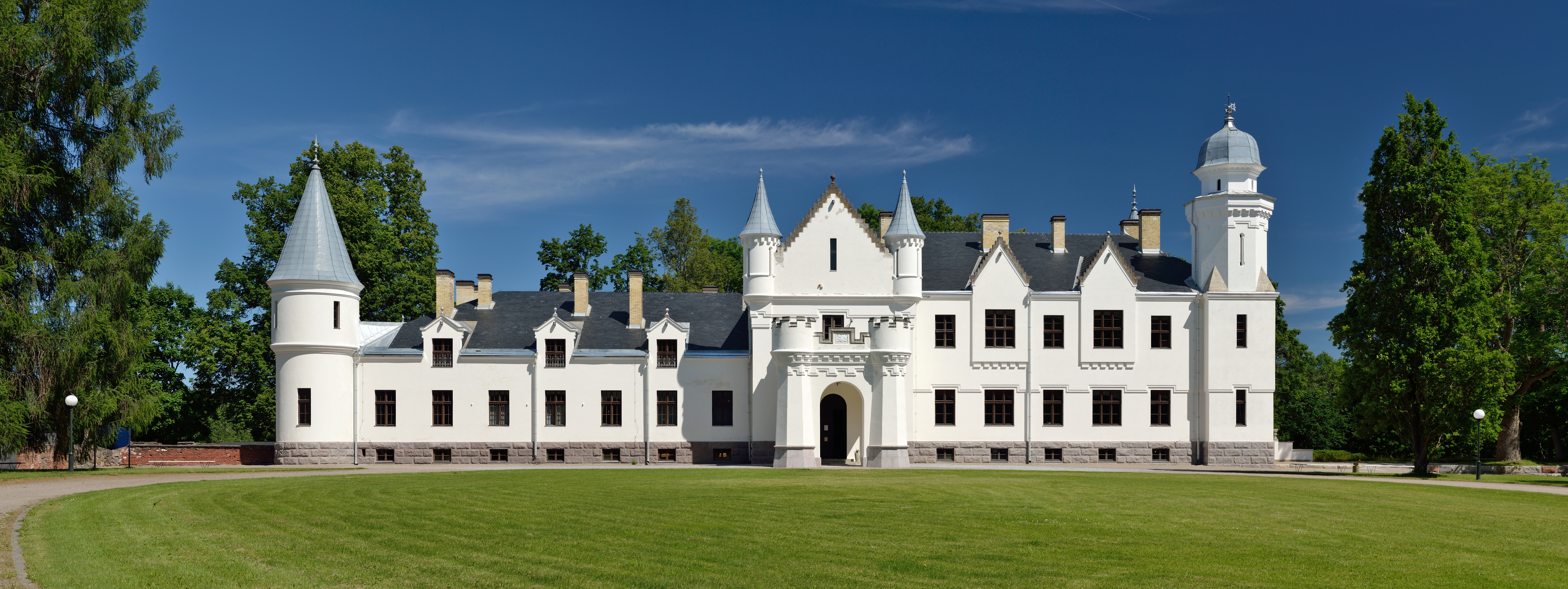
Schloss Alatskivi